# Czwartak (czasopismo)
Czwartak: pismo-komunikat Komendy Koła 4 P.P. Leg. Pol. – „Czwartaków” – czasopismo wydawane w latach 1937–1939. Od numeru 9/10 (1939) redaktorem był Stanisław Bugajski.